# 聖尼古萊
聖尼古萊是北馬其頓共和國聖尼古萊市鎮内的城镇及行政中心。2002年城镇人口数量为13,746人。

## 外部連結
- 聖尼古萊市鎮官方网站 （馬其頓文）